# Pobretići
Pobretići este un sat din comuna Bijelo Polje, Muntenegru. Conform datelor de la recensământul din 2003, localitatea are 182 de locuitori (la recensământul din 1991 erau 190 de locuitori).

## Demografie
În satul Pobretići locuiesc 137 de persoane adulte, iar vârsta medie a populației este de 36,9 de ani (36,9 la bărbați și 36,8 la femei). În localitate sunt 47 de gospodării, iar numărul mediu de membri în gospodărie este de 3,87.
|  |

| Demografie | Demografie | Demografie |
| An         | Locuitori  | Locuitori  |
| ---------- | ---------- | ---------- |
|            |            |            |
|            |            |            |
|            |            |            |
|            |            |            |
| 1948       | 203        |            |
| 1953       | 176        |            |
| 1961       | 201        |            |
| 1971       | 270        |            |
| 1981       | 254        |            |
| 1991       | 190        | 189        |
| 2003       | 221        | 182        |

| \| Componența etnică conform recensământului din 2003[2] \| Componența etnică conform recensământului din 2003[2] \| Componența etnică conform recensământului din 2003[2] \| Componența etnică conform recensământului din 2003[2] \| Componența etnică conform recensământului din 2003[2] \| \| ----------------------------------------------------- \| ----------------------------------------------------- \| ----------------------------------------------------- \| ----------------------------------------------------- \| ----------------------------------------------------- \| \| \| \| \| \| \| \| Bosniaci \| Bosniaci \| \| 121 \| 66,48% \| \| Sârbi \| Sârbi \| \| 50 \| 27,47% \| \| Muntenegreni \| Muntenegreni \| \| 10 \| 5,49% \| \| necunoscută \| necunoscută \| \| 1 \| 0,54% \| |              |  |     |        |
| Componența etnică conform recensământului din 2003 |              |  |     |        |
| |              |  |     |        |
| Bosniaci | Bosniaci     |  | 121 | 66,48% |
| Sârbi | Sârbi        |  | 50  | 27,47% |
| Muntenegreni | Muntenegreni |  | 10  | 5,49%  |
| necunoscută | necunoscută  |  | 1   | 0,54%  |